# Tanklagerbrand
Tanklager-Brände gehören neben Bränden auf Chemiearealen zu den gefährlichsten Bränden überhaupt. Bei ihrer Bekämpfung ist unbedingt die Gefahrgutklasse der gelagerten Flüssigkeit zu beachten und jederzeit mit schweren Explosionen zu rechnen.

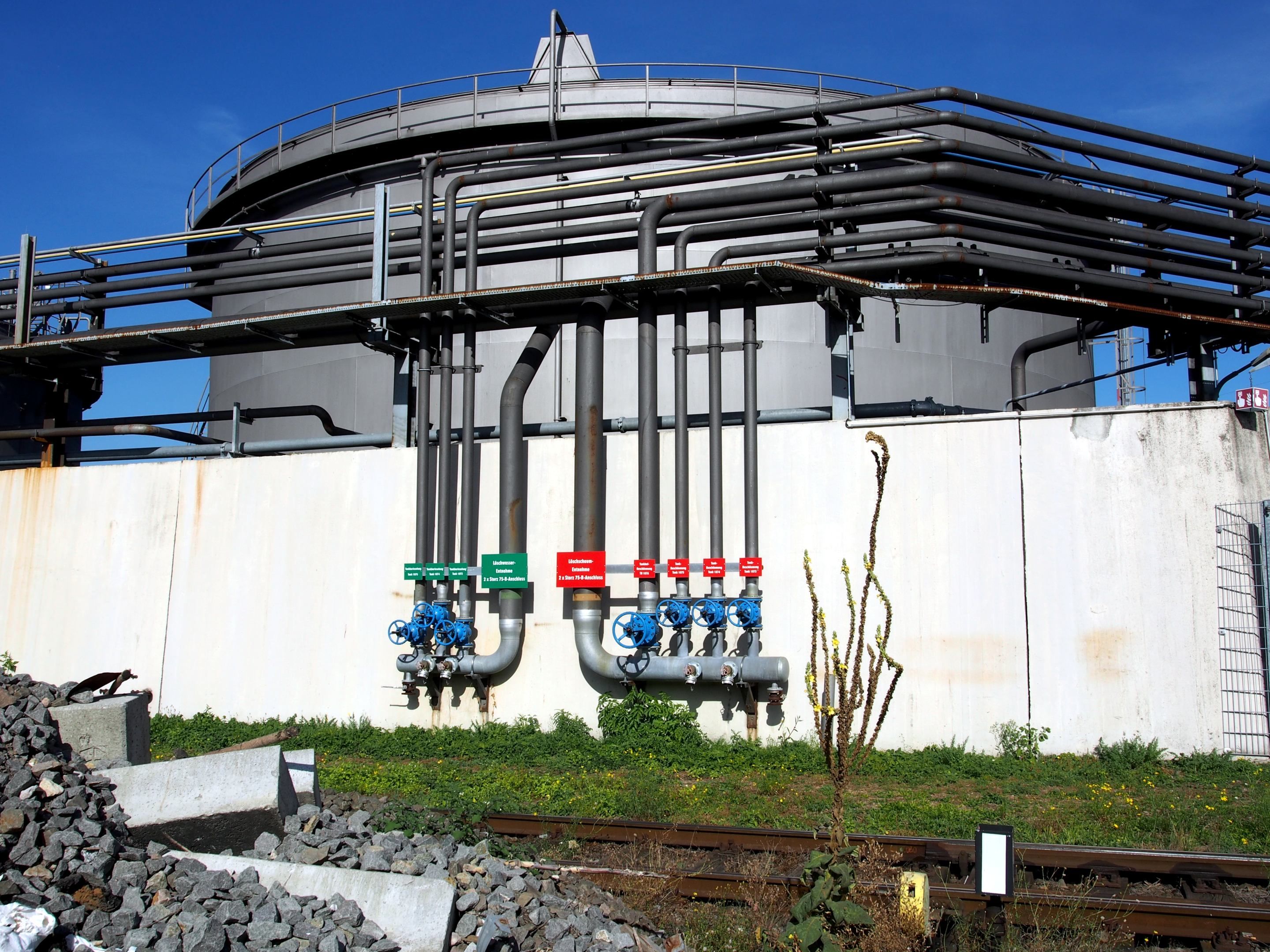
Stationäre Löschanlage zur Berieselung und Beschäumung eines Tanklagers

Wenn in einem Mineralöltank enthaltenes oder durch die Löschmaßnahmen eingebrachtes Wasser wegen der ansteigenden Temperatur plötzlich aufkocht, kommt es zum gefürchteten „Boilover“: Das aufkochende Wasser und der entstehende Dampf schießen über den Tankrand hinaus nach oben und reißen erhitztes und brennendes Produkt mit sich. Durch die nun viel größere Oberfläche des brennbaren Stoffs kann eine viel schnellere und stärkere Verbrennung erfolgen. Der Brand breitet sich dadurch schlagartig aus und gefährdet alle in der Nähe befindlichen Personen und Sachwerte, da sich die brennende Flüssigkeit jetzt außerhalb des Tanks befindet und davon fließt. Im kleineren Maßstab ähnelt ein Boilover einer Fettexplosion bei Küchenbränden.
Im Zweiten Weltkrieg entwickelte die Hamburger Feuerwehr ein Löschverfahren, bei dem brennende Mineralöltanks dicht oberhalb des Flüssigkeitsspiegels aufgeschnitten und in diese Öffnungen der Löschschaum eingebracht wurde. Dadurch musste das Löschmittel nicht erst den eigentlichen Flammenbereich durchqueren.

## Bekannte Brände
- Tanklagerexplosion bei Niederstedem 1954
- Tanklagerbrand Buncefield 2005 in Großbritannien